# Jaarmarktcross Niel
Das Jaarmarktcross Niel ist ein belgisches Cyclocrossrennen. Der Wettbewerb wird seit 1963 in Niel ausgetragen und findet in der Regel am 11. November statt.

## Geschichte
Das Rennen findet entsprechend seinem Namen anlässlich des Nieler Jahrmarkts statt. Bis 1963 war dies ein Querfeldeinlauf, der auch durch das Zentrum von Niel führte. Als letzteres vom belgischen Leichtathletik-Verband untersagt wurde, ersetzten die Veranstalter den Lauf durch ein Cyclocross-Rennen. Dabei kam ihnen die Unterstützung des örtlichen Fahrradherstellers Libertas zugute.
Noch in den 2010er Jahren begann der Parcours vorm Rathaus und führte durch den Schlosspark sowie entlang der Rupel am westlichen Ortsrand. 2020 wurde ein neuer Parcours rund um ein Waldstück am südöstlichen Ortsrand eingeführt.
Von 1987 bis 2008 gehörte der Jaarmarktcross zur GvA Trofee, 2018 auch einmalig zu seinem Nachfolge-Wettbewerb, der DVV Verzekeringen Trofee. Seit 2020 gehört er zum Superprestige, dazwischen lief er in der Rectavit Series. Eine Frauenwertung gab es erstmals 2010. Rekordsieger der Männer mit sechs Erfolgen ist Sven Nys, bei den Frauen mit fünf Siegen Sanne Cant. Zweimal (1965 und 2005) wurde zusätzlich zum normalen Rennen ein Zeitfahren ausgetragen, was im Cyclocross sonst unüblich ist.

## Siegerliste

### Männer
- 1963:  René De Rey
- 1964:  Pierre Kumps
- 1965:  Erik De Vlaeminck
- 1966:  Erik De Vlaeminck
- 1967:  Erik De Vlaeminck
- 1968:  Erik De Vlaeminck
- 1969:  Freddy Nijs
- 1970:  Erik De Vlaeminck
- 1971:  Albert Van Damme
- 1972:  Robert Vermeire
- 1973:  André Geirland
- 1974:  André Geirland
- 1975:  Robert Vermeire
- 1976:  Robert Vermeire
- 1977:  Eric De Bruyne
- 1978:  Robert Vermeire
- 1979:  Robert Vermeire
- 1980:  Roland Liboton
- 1981:  Hennie Stamsnijder
- 1982:  Roland Liboton
- 1983:  Roland Liboton
- 1984:  Hennie Stamsnijder
- 1985:  Roland Liboton
- 1986:  Christian Hautekeete
- 1987:  Roland Liboton
- 1988:  Rudy De Bie
- 1989:  Danny De Bie
- 1990:  Marc Janssens
- 1991:  Guy Van Dijck
- 1992:  Marc Janssens
- 1993:  Danny De Bie
- 1994:  Paul Herijgers
- 1995:  Paul Herijgers
- 1996:  Marc Janssens
- 1997:  Adrie van der Poel
- 1998:  Mario De Clercq
- 1999:  Arne Daelmans
- 2000:  Erwin Vervecken
- 2001:  Peter Van Santvliet
- 2002:  Bart Wellens
- 2003:  Bart Wellens
- 2004:  Richard Groenendaal
- 2005:  Sven Nys
- 2006:  Bart Wellens
- 2007:  Bart Wellens
- 2008:  Lars Boom
- 2009:  Sven Nys
- 2010:  Sven Nys
- 2011:  Sven Nys
- 2012:  Niels Albert
- 2013:  Sven Nys
- 2014:  Sven Nys
- 2015:  Kevin Pauwels
- 2016:  Toon Aerts
- 2017:  Toon Aerts
- 2018:  Mathieu van der Poel
- 2019:  Mathieu van der Poel
- 2020:  Laurens Sweeck
- 2021:  Eli Iserbyt
- 2022:  Laurens Sweeck
- 2023:  Eli Iserbyt
- 2024:  Laurens Sweeck

### Zeitfahren
- 1965:  Rolf Wolfshohl
- 2005:  Bart Wellens

### Frauen
- 2010:  Helen Wyman
- 2011: nicht ausgetragen
- 2012:  Nikki Harris
- 2013:  Sanne Cant
- 2014:  Sanne Cant
- 2015:  Sanne Cant
- 2016:  Sanne Cant
- 2017:  Nikki Brammeier
- 2018:  Sanne Cant
- 2019:  Lucinda Brand
- 2020:  Lucinda Brand
- 2021:  Lucinda Brand
- 2022:  Ceylin del Carmen Alvarado
- 2023:  Ceylin del Carmen Alvarado
- 2024:  Ceylin del Carmen Alvarado